# Google Pack
Google Pack è stato un pacchetto gratuito di software essenziali aggiornabili automaticamente tramite Google Updater. Prima del download era possibile creare un pacchetto personalizzato di programmi pronti all'installazione. 
Il 2 settembre 2011 Google ha annunciato la chiusura del progetto.

## Software inclusi
Di default erano inclusi alcuni software sviluppati da Google:
- Google Apps — Suite di applicazioni online di Google
- Google Chrome — Web Browser
- Google Earth — Immagini satellitari dallo spazio fino al livello della strada, esplorazione territorio, mappe, indicazioni stradali, hotel, ristoranti ecc. Funzioni GPS opzionali a pagamento
- Google Desktop — ricerca sul pc messaggi di posta, documenti, cronologia Web ecc.
- Google Talk — Instant messaging
- Google Toolbar — per Internet Explorer ricerche con Google da qualsiasi pagina web e blocco pop-up.
- Picasa — organizzazione e piccole modifiche foto, creazione miniature, inserimento foto in pagine web di Google.

Era possibile includere anche software di terze parti, come:
- Spyware Doctor con antivirus — utility antispyware e antivirus, rileva spyware e virus.
- RealPlayer — codec audio/video per riprodurre e trasferire file multimediali su iPod ecc.
- Skype — per telefonia e videochiamata via Internet.
- Mozilla Firefox con Google Toolbar — browser web con Toolbar